# Bassin du Dragon
Le bassin du Dragon est un bassin des jardins de Versailles.

## Localisation
Le bassin du Dragon se trouve au niveau de l'intersection entre l'avenue de Trianon et l'allée d'Eau, au Nord-Est du parc. Il se situe dans l'alignement de l'allée d'Eau et du bassin de Neptune qu'il précède.

## Description
Au départ du parcours apollinien, ce bassin met en scène le dragon Python, lancé par Junon à la poursuite de Latone, enceinte d'Apollon et d'Artémis. Le dragon devait empêcher Latone d'accoucher, afin de la punir de son union avec Jupiter. Il terrorisait la population de Delphes en veillant sur son oracle, consacré au départ à Thémis, déesse de la Justice. Le jeune Apollon le perça de ses flèches et se rendit maître de l'oracle nommée Pythie. Afin d'apaiser la colère de Gaïa, mère de Python, il créa les Jeux Pythiques.
Ici, les frères Marsy ont choisi de représenter le dragon agonisant, percé des flèches d'Apollon, et crachant son sang figuré par l'immense jet d'eau sortant de sa gueule. Il a une crinière de cheval, des ailes pointues et une queue de poisson. Autour de lui, se trouvent quatre enfants armés d'arcs et de flèches, qui symbolisent Apollon, montés sur des cygnes et escortés par quatre dauphins.
Le regard est conduit vers le château par l'allée d'Eau jusqu'au bassin de la Pyramide, symbole de la connaissance, qui représente l'oracle de Delphes.

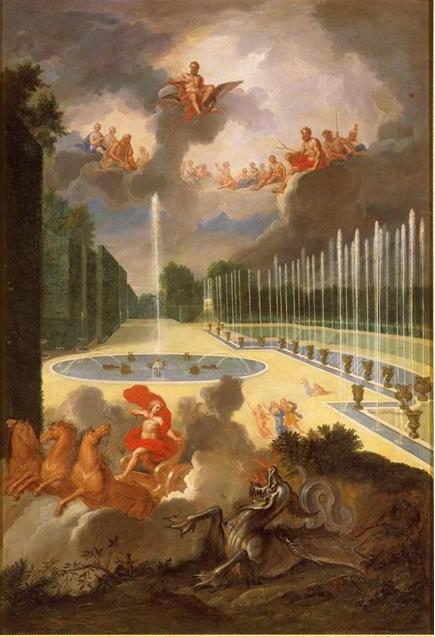
Peinture représentant le bassin du Dragon, avec en premier plan, la victoire d'Apollon sur Python.

On en trouve une des premières descriptions dans la Relation de la feste de Versailles du 18e juillet 1668, par André Félibien, historiographe du roi : 
« Quand leurs Majestez eurent fait le tour du grand parterre, elles descendirent dans celuy de gazon qui est du costé de la grotte, où après avoir consideré les fontaines qui les embellissent, Elles d’arresterent particulierement à regarder celle qui est au bas du petit parc du costé de la pompe. Dans le milieu de son bassin l’on voit un dragon de bronze, qui percé d’un fléche semble vomir le sang par la gueule, en poussant en l’air un bouillon d’eau qui retombe en pluye, & couvre tout le bassin. 

Autour de ce dragon il y a quatre petits Amours sur des cignes qui font chacun un grand jet d'eau & qui nagent vers le bord comme pour se sauver : Deux de ces Amours qui sont en face du dragon, se cachent le visage avec la main pour ne pas le voir, & sur leur visage l'on aperçoit toutes les marques de la crainte parfaitement exprimées. Les deux autres plus hardis parce que le monstre n'est pas tourné de leur costé, l'attaquent de leurs armes. Entre ces Amours sont des Dauphins de bronze dont la gueule ouverte pousse en l'air de gros boüillons d'eau. »